# Ulu-moskee (İlisu)
De Ulu-moskee (Azerbeidzjaans: Ulu məscid), of Djuma-moskee (Azerbeidzjaans: Cümə məscidi), is een moskee gelegen in het dorp İlisu, nabij Qax in het noorden van Azerbeidzjan.

## Geschiedenis
De Ulu-moskee, gelegen in het dorp Ilisu, in de regio Gakh, werd gebouwd in de 18e eeuw. De moskee werd in opdracht van het kabinet van ministers van de Republiek Azerbeidzjan onder staatsbescherming geplaatst als een architectonisch monument van geschiedenis en cultuur van lokale betekenis.

## Beschrijving
De moskee heeft de vorm van een sterk langwerpige rechthoek van 13 x 26 m met als compositorische hoofdas Noord-Zuid. De rechthoek bestaat uit twee vierkanten, die op hun beurt in negen cellen zijn verdeeld met behulp van stenen kruisvormige steunen en daarop rustende spitsbogen.